# ドミニク・スモレ
ドミニク・スモレ (1929年7月29日 リュブリャーナ - 1992年7月29日 リュブリャーナ) はスロベニアの 劇作家、作家である。　

## 人生
ドミニクとイバナの次男として生まれた。1935年から1939年までブルタチャの学校にいた。高校はリュブリャーナに通った。1944-45年に解放戦線に参加してからは1年間除籍した。ドミニク・スモレはもうこのとき不真面目だった。1944年8月10日に父が自殺し、彼は深く傷ついた。1947年に高校を卒業し、記者としてラジオリュブリャーナで働き出した。1952年9月からの1年間は軍隊にいた。1954年4月、ズデンカ・プレクという司書と結婚し、二人の子供が生まれた。1957年と1958年の間、Revija 57という雑誌の編集局の部員だった。1959年と1960年の間はガソリンスタンドで働いた。その後1964年まではPerspektiveという雑誌の編集者をしていた。1972年から1976年の間はSlovensko mladinsko gledališče (スロベニアの若年層向けの劇場) の院長を務めた。その後1980年までは劇作家をし、のちに自由な作家になった。1984年にスロベニアの国立劇場リュブリャーナの劇作家になった。1986年、スモレの劇アンティゴネーのため、プレシェーレン賞をもらった。1991年、友人のブラネ・イバンツの死により、スモレは隠遁生活を送ることとなった。翌1992年、スモレは62歳で没した([[生没同日]])。

## 作品リスト
ドミニク・スモレは戦後時代の批判的な世代の作家だった。社会主義リアリズムのときには、モダニズムの作品を作った。スモレの作品であるサルトル、カミュ、カフカ、イヴァン・ツァンカルなどの作品に影響した。
ドミニク・スモレの小説は繊細な心理小説で、実存主義とシュルレアリスムなエレメントがある。

## 戯曲
スモレは一番大切な作品の戯曲だ。彼の戯曲にはリアリズム、フィクションやグロテスクな状況がある。一番大切な戯曲は哲学的と詩句で書かれたアンティゴネーという戯曲だ。
2005年からドミニク・スモレ賞ができた。
リスト:
- Mostovi (橋)(1946年)
- Potovanje v Koromandijo (Koromandijaの旅行)(1956年)
- Groteska brez odmora (Koromandije ni?)(休憩のないグロテスク)(1956年)
- Igrice (遊ぶこと)(1957年)
- Antigona (アンティゴネー)(1960年) COBISS 77484288
- Veseloigra v temnem (暗い喜劇)(1966年)
- Cvetje zla (悪い花)(1967年)
- Krst pri Savici (サヴィツァの洗礼)(1969年) COBISS 231994624
- Nekaj malega o vevericah in življenju (リスと人生についての短編集) (1977年)
- O čakalnicah in še malo o življenju (待合室と人生について）
- O ladjah in o življenju (船と人生について）
- Ljubezni (愛) (1983年)
- Zlata čeveljčka (金の靴) (1983年)
- Igra za igro (遊ぶための遊び) (1985年)
- Igre in igrice (大きい遊びと小さい遊び) (1986年)

## リンク
- ドミニク・スモレについて論文